# Изумрудновский сельский совет
Изумрудновский сельский совет (укр. Ізумруднівська сільська рада, крымскотат. İzumrudnoye köy şurası) — согласно законодательству Украины — административно-территориальная единица в Джанкойском районе Автономной Республики Крым, расположенная в центре района, примыкая с севера и запада к Джанкою.
Население по переписи 2001 года — 6017 человек, площадь — 54 км².
К 2014 году в состав сельсовета входило 6 сёл:
- Изумрудное
- Дмитриевка
- Калиновка
- Мичуриновка
- Новостепное
- Овощное

Изумрудновский сельский совет образован 5 января 1982 года выделением сёл из бывшего Днепровского. С 12 февраля 1991 года сельсовет в восстановленной Крымской АССР, 26 февраля 1992 года переименованной в Автономную Республику Крым. С 21 марта 2014 года в составе Крыма аннексирован Россией. Законом «Об установлении границ муниципальных образований и статусе муниципальных образований в Республике Крым» от 4 июня 2014 года территория административной единицы была объявлена муниципальным образованием со статусом сельского поселения.